# 1936년 미야기현 해역 지진
1936년 미야기현 해역 지진(일본어: 1936年宮城県沖地震)은 1936년 11월 3일 일본 미야기현 해역에서 일어난 지진이다. 규모는 M7.4. 여러 돌기가 따로 파괴된 종류의 지진이다. 이 지진으로 4명이 부상했다.

## 진도
| 진도 | 도도부현   | 시정촌                |
| ---- | ---------- | --------------------- |
| 5    | 미야기현   | 센다이시 이시노마키시 |
| 5    | 후쿠시마현 | 이와키시              |

## 1937년 7월 지진
본 지진으로부터 1년 후인 1937년 7월 27일에도 다시 미야기현 해역(북위 38° 07.3′  동경 142° 00.0′  / 북위 38.1217°  동경 142.0000° )에서 M7.1의 지진이 일어났다.

## 같이 보기
- 미야기현 해역 지진
  - 1978년 미야기현 해역 지진
  - 2003년 미야기현 해역 지진
  - 2005년 미야기현 해역 지진
  - 2011년 미야기현 해역 지진
  - 2021년 미야기현 해역 지진